# 다니엘 무뇨스
다니엘 무뇨스(스페인어: Daniel Muñoz Mejía, 1996년 5월 26일~)는 콜롬비아의 축구 선수이다. 크리스털 팰리스와 콜롬비아 축구 국가대표팀에서 수비수로 활동하고 있다.

## 구단 경력
2017년부터 2019년까지 아길라스 도라다스에서 뛰었으며, 2020년 5월에 아틀레티코 나시오날에서 헹크로 450만 유로의 이적료로 이적했다.
2024년 1월, 800만 유로의 이적료로 크리스털 팰리스로 이적했다. 계약기간은 2027년까지이며, 1년 추가 옵션이 있다.
2월 3일, 브라이턴 & 호브 앨비언과의 경기에서 팰리스 소속으로 데뷔했다.

## 국가대표팀 경력
2019년 9월 콜롬비아 A대표팀에 차출되었지만 허벅지 부상으로 인해 동중에 하차했으며, 2020년 3월에 다시 A대표팀에 차출되었다.
2021년 6월 3일, 페루와의 월드컵 예선전에서 56분에 교체 출전해 A대표팀에 데뷔했지만, 1분도 채 안 되어 파울을 저질렀고 VAR 검토 후 레드카드를 받고 퇴장당했다.
2024년 3월 22일, 스페인과 의 친선 경기에서 대표팀 소속으로 첫 득점을 기록하여 콜롬비아가 스페인을 상대로 거둔 첫 승리를 거두는 데 기여했다.